# Abigail Williams
Abigail Williams — американская блэк-метал-группа родом из Финикса, штат Аризона, ныне базируется в Олимпии, штат Вашингтон. С момента своего образования в 2004 году группа претерпевала почти постоянные изменения в своём составе. Группа даже распалась в 2007 году на короткое время, прежде чем воссоединиться и записать свой дебютный полноформатный альбом. Вскоре после восьминедельного тура в поддержку их дебютного альбома In the Shadow of a Thousand Suns (2008) вокалист Ken Sorceron остался единственным оригинальным участником коллектива.

## История
Группа была образована в 2004 году гитаристом Кеном Бергероном, который позже стал ещё и вокалистом. До формирования Abigail Williams Бергерон был гитаристом Victims In Ecstacy, а затем Kyds vs Columbus.
Первыми песнями Abigail Williams были шесть демо-треков. Эти демозаписи позже были упакованы фанатом в бутлег под названием Gallow Hill. Три из них были перезаписаны для EP Legend, в том числе «Melquiades (The Great Work)», который был переименован в «The Conqueror Wyrm» и «Swollen Disgust», который был выпущен как «Like Carrion Birds».
После обширных гастролей, в том числе тура по Великобритании в 2006 году, группа выпустила свой дебютный релиз Legend на лейбле Candlelight Records в 2006 году, в котором смешались металкор с симфоническим блэк-металом. Legend был описан Allmusic как «идеальный пример американской записи с очень скандинавским звучанием». По словам Кена Соркерона, EP был выпущен только для того, чтобы группе было что продвигать: «В то время мы пытались записать альбом и просто не смогли закончить его вовремя для некоторых туров». После гастролей с Dark Funeral и Enslaved в начале 2007 года группа распалась, хотя позже Sorceron заявил, что это был не раскол, а заранее обдуманный перерыв.
Группа отправилась в студию с продюсером Джеймсом Мерфи (бывший гитарист Obituary, Testament и Cancer), чтобы записать свой дебютный альбом In the Shadow of a Thousand Suns, выпущенный в октябре 2008 года, на котором влияние металкора было полностью отброшено. Звучание дебютного альбома даже вызвало сравнения с Dimmu Borgir и Cradle of Filth. Запись альбома заняла более шести месяцев, барабанщик Трюм Торсон из Emperor и Enslaved играл на барабанах на всех треках альбома, кроме «Floods», «Acolytes» и «Empyrean». Большинство песен были написаны Sorceron во время перерыва в группе в 2007 году. Летом 2008 года группа гастролировала по Европе и Великобритании. В 2009 году клавишница Эшли Эллайлон стала новой клавишницей Cradle of Filth, заменив Рози Смит. В октябре 2009 года Сэм «Samus» Пауличелли ушёл, чтобы сосредоточиться на других проектах.
Abigail Williams выпустили подарочное издание In the Shadow of a Thousand Suns 12 января 2010 года, включавшее в себя второй диск с четырьмя новыми песнями, одно неизданное демо «Floods» и музыкальное видео «Into the Ashes».
Второй полноформатный альбом In the Absence of Light вышел на лейбле Candlelight 28 сентября 2010 года. На этом альбоме группа отказалась от симфонического блэка, и стала играть традиционный.
Группа начала работу над новым альбомом Becoming летом 2011 года. Альбом был выпущен 24 января 2012 года на лейбле Candlelight Records.
2 июля 2012 года Abigail Williams объявили о роспуске группы, заявив, что тур по США в этом году станет последним.
25 августа 2015 года Abigail Williams объявили о предстоящем альбоме под названием The Accuser на своей странице в Facebook. The Accuser содержит восемь треков и был выпущен 30 октября 2015 года.
15 ноября 2019 года Abigail Williams выпустили свой пятый студийный альбом под названием Walk Beyond the Dark, состоящий из семи песен.

## Состав
| - Ken «Sorceron» Bergeron — гитара, вокал (2004 — н. в.) - Bryan O' Sullivan — гитара (2018-н.в.); бас-гитара (2012—2013) - Bryce Butler — ударные (2018-н.в.) - Ken «Emoji» Bedene — ударные (2009—2011) - Jesse Beahler — ударные (2013) - John Porada — бас-гитара (2013—2014) - Micah Leonetti — бас-гитара (2015) - Kelsie Hargita — клавишные (2016) | - Connor Woods — вокал (2004—2006) - Brad Riffs — гитара (2004—2006) - Mark Kozuback — бас-гитара (2004—2006) - Bjorn «Bjornthor» Dannov — гитара (2004—2007, 2008—2009) - Ashley «Ellyllon» Jurgemeyer — клавишные (2004—2008, 2012—2013) - Kyle Dickinson — бас-гитара, бэк-вокал (2006) - Andy Schroeder — ударные (2006) - Michael Wilson — гитара (2006—2007, 2007—2009) - Zach Gibson — ударные (2006—2007, 2007, 2011—2012) - Kristen Randall — клавишные (2007) - Thomas G. Plaguehammer — бас-гитара, бэк-вокал (2007—2009) - Samus «66Samus» Paulicelli — ударные (2008—2009) - Alana Potocnik — клавишные (2009) - Ian Jekelis — гитара (2009—2014) - Jered Eames — бас-гитара (2010) - Griffin Wotawa — бас-гитара (2011—2012) - Alan Cassidy — ударные (2011—2012) - James Jungmann — бас-гитара (2012) - Jeff Wilson — гитара (2013—2018), бас-гитара (2013) - Charlie Fell — ударные (2014—2015) - Will Lindsay — бас-гитара (2014—2015) - Chason Westmoreland — ударные (2016) |

## Дискография

### Студийные альбомы
- In the Shadow of a Thousand Suns (2008)
- In the Absence of Light (2010)
- Becoming (2012)[19][20][21]
- The Accuser (2015)[22][23][24][25][26][27][28][29][30]
- Walk Beyond the Dark (2019)[31][32][33]

### EP
- Legend (2006)
- Tour 2009 EP (2009)